# Tatjana Jambrišak
Tatjana Jambrišak (Zagreb, 25. siječnja 1965. – Zagreb, 31. ožujka 2021.) bila je hrvatska prevoditeljica, pjesnikinja i prozaistica, peterostruka dobitnica Nagrade SFERA.

## Životopis
Diplomirala je 1990. njemački i engleski jezik i književnost na  Filozofskom fakultetu u Zagrebu.  
Objavljuje od 1989. u časopisima Futura i Alef, podlistku Jutarnjeg lista, fanzinu Parsek i Ubiqu te u zbirkama priča hrvatskih autora u izdanju SFere. Svoje je priče objavila u knjigama Duh novog svijeta (2003.), Sjaj (2009) i 28 milijuna sunaca (2013). Aktivna kao blogerica, na internetu je razvila prozno-poetsku formu na razmeđu lirske proze i mikroeseja, koju je probrala u više hibridnih poetsko-proznih knjiga. Pisala je i lirske putopise. 
Aktivna je članica SFere od 1987. godine te suurednica SFerinih godišnjih zbirki priča (tzv. SFeraKonski niz) hrvatskih autora u žanrovima spekulativne fikcije. Kao vlasnica nakladničke kuće Mentor s Darkom Macanom je kao urednica i izdavačica zaslužna za objavljivanje, među ostalim, časopisa Ubiq, SFerinih godišnjih zbirki hrvatskog SF-a, časopisa Q strip i brojnih knjiga domaćih pisaca. Osim pisanja i uređivanja, bavi se i podučavanjem jezika te prevođenjem za razne izdavačke kuće. S engleskoga je prevela klasične stripove Maus Arta Spiegelmana, Baladu o Halo Jones Alana Moorea, Jimmy Corrigan: najbistrije dijete na svijetu Chrisa Warea te brojne druge stripove u nakladi Fibre. 
Bavi se i računalnom 3D ilustracijom, za što je također nagrađena SFEROM. 
Priče su joj prevođene na engleski i španjolski (u Argentini).

## Nagrade
- 1996. SFERA za priču - Duh novog svijeta
- 1998. SFERA za kratku priču - Crveno i crno
- 2002. SFERA za ilustraciju
- 2003. SFERA za priču - Ima li bolje zabave, moje dame?
- 2008. SFERA za poeziju - Slova iz snova

## Vanjske poveznice
- Blog s prozom
- Blog s poezijom
- Ilustracije  Arhivirana inačica izvorne stranice od 4. ožujka 2016. (Wayback Machine)
- Priča na španjolskom

## Posljednje počivalište
Tatjana Jambrišak sahranjena je 9. travnja 2021. godine na zagrebačkom groblju Stenjevec.